# Cappella Raimondi

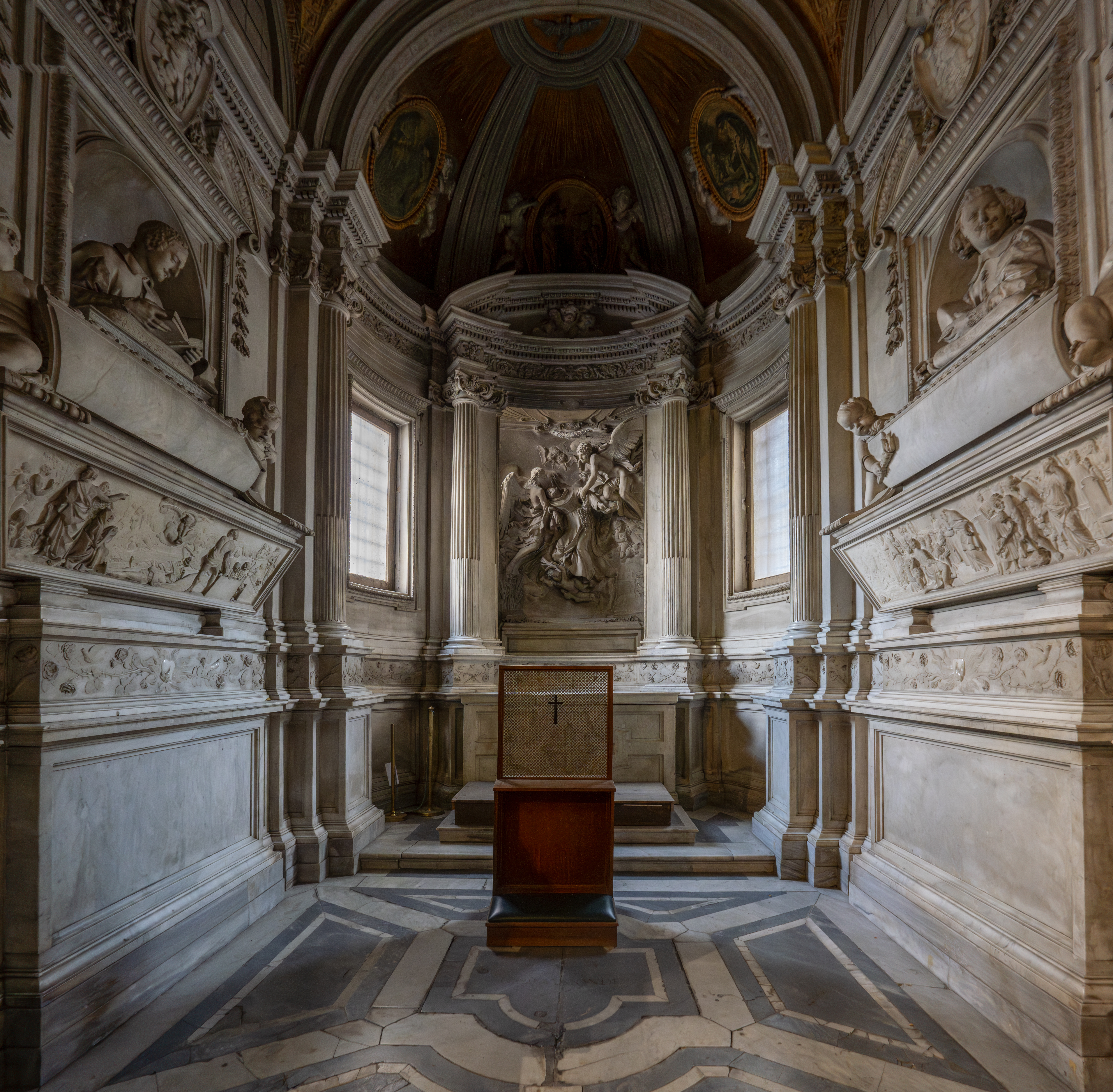
Die Cappella Raimondi in San Pietro in Montorio in Rom

Die Cappella Raimondi ist eine Seitenkapelle der Kirche San Pietro in Montorio in Rom. Sie wurde von Gian Lorenzo Bernini entworfen.
Die Cappella ist die Familienkapelle der Raimondi. Das Altarbild sowie die allgemeine Gestaltung der Kapelle sind dem Leben des heiligen Franz von Assisi gewidmet.
Eine Besonderheit ist die künstlerische Inszenierung des Lichtes. Die Cappella Raimondi war „seinerzeit der lichtvollste Raum in Rom“, einer der ersten Versuche Berninis, seinen Entwurf mit Lichteffekten zur Wirkung kommen zu lassen. Nach Einschätzung des Bernini-Forschers Irving Lavin zeichnet sich die Cappella Raimondi durch ihr spezifisches und bewusstes Gestaltungsprinzip aus. Dies soll dazu dienen, alle Elemente der Cappella – Wände, Gräber, Altar, Gewölbe und Fußboden – einem einzigen System zu verpflichten.

## Geschichte

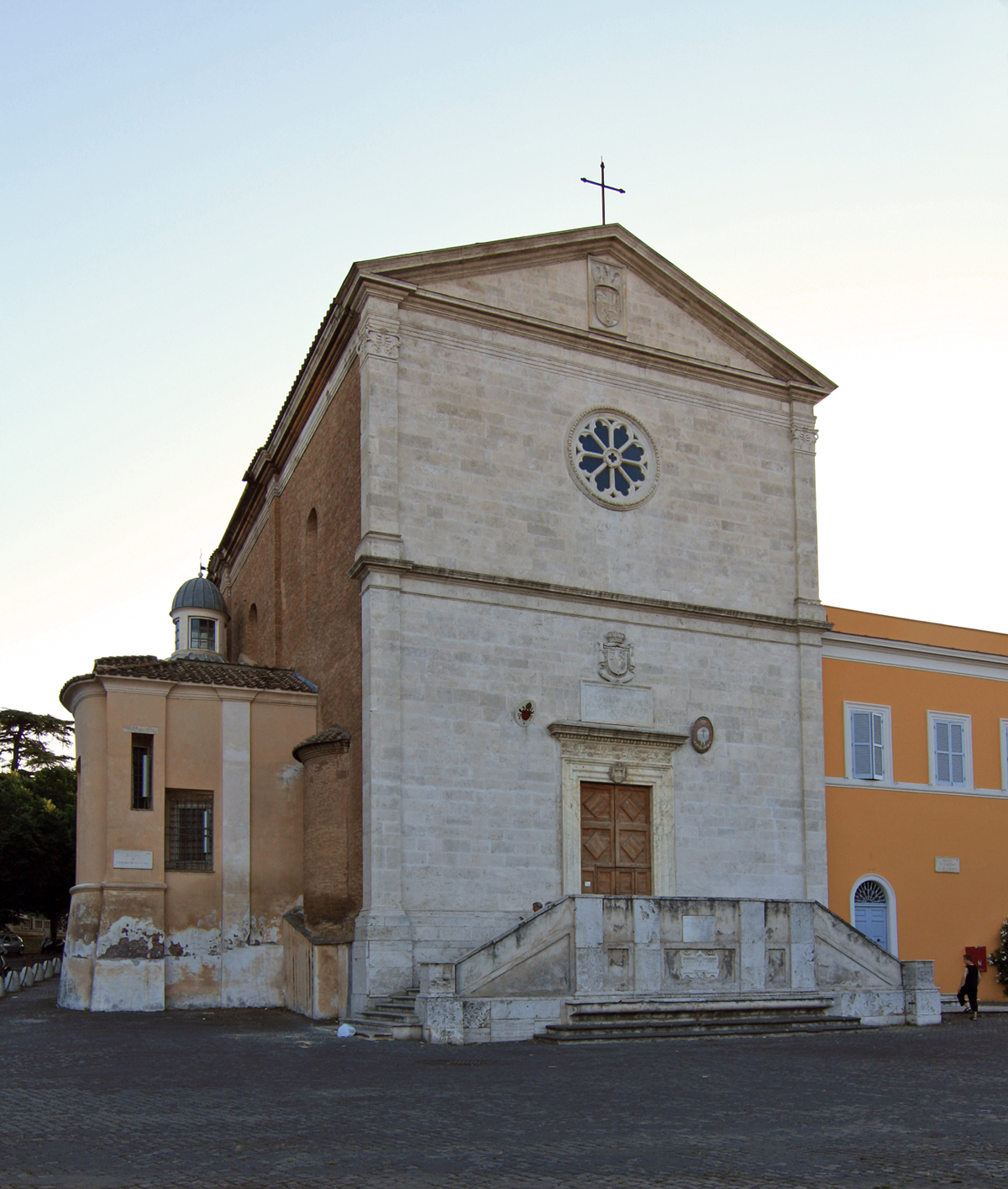
Außenansicht der Cappella Raimondi

Die Cappella Raimondi ist eine von acht Kapellen der Kirche San Pietro in Montorio, einer Titelkirche am Osthang des Gianicolo.
Sie wurde von Bernini entworfen, doch von Francesco Barrata, Guidobaldo Abbatini, Nicolo Sale und Andrea Bolgi ausgeführt. Entgegen mehrfach geäußerten Vermutungen ist eine Mitwirkung von Bernini selbst an der handwerklichen und endgültigen Ausführung unwahrscheinlich.
Bei der Kirche handelt es sich um einen Saal mit langgestrecktem Chor und einem etwa halbkreisförmigen Chorabschluss. An den Seiten des Schiffs sind jeweils vier Kapellen angebaut. Während die Kapellen auf der südöstlichen Seite mit Beginn des 17. Jahrhunderts ausgebaut wurden und unterschiedliche Grundrisse und Ausmaße haben, war die Größe der Kapellen auf der Nordwestseite vorgegeben, da die Kirche hier an das Franziskanerkloster angrenzt. Diese Kapellen werden daher nicht direkt durch natürliches Licht beleuchtet. Im Rahmen der späteren Erweiterung entstand vermutlich auch der Raum der Cappella Raimondi auf der gegenüberliegenden Seite, so wie Bernini ihn vorfand und wie er bis heute erhalten ist.
Auf der rechten Seite der Kapelle befindet sich das Grab des 1638 verstorbenen Francesco Raimondis. Auf der linken Seite ist das Grab von Gerolamo Raimondi, der bereits 1628 gestorben war und in die Familienkapelle überführt wurde. Von diesen beiden Todesdaten ausgehend wird der Baubeginn sowie die Dauer der Ausgestaltung der Kapelle bestimmt. Wahrscheinlich wurde 1638, im Todesjahr Francesco Raimondis, der Auftrag an Bernini erteilt. Die Umsetzung soll vier Jahre später begonnen haben und 1646 beendet worden sein. Das Datum der Fertigstellung legt man anhand von anderweitigen Verträgen Francesco Barratas und Nicolo Sales fest, die sich sonst mit dieser Arbeit überschnitten hätten. Der Vertrag Berninis bezog sich dabei lediglich auf den Entwurf der künstlerischen Ausgestaltung des bereits bestehenden Raums. 
Auch für die Cappella Raimondi verwendete Bernini antikisierende Architekturelemente, modifiziert nach klassischem Muster und verfeinerte die Inszenierung von Raum, Architektur und Skulptur durch Licht. Ausgeführt hat das Altarrelief mit der Stigmatisierung des Heiligen Franziskus der Bildhauer Francesco Baratta, ein enger Mitarbeiter Berninis. Die Büsten von Andrea Bolgis weichen dezent von den ursprünglichen Entwürfen Berninis ab. Die Flachreliefs auf den Frontseiten der Särge, wurden von Nicolo Sale gefertigt. Die originale Ausmalung der Decke durch Guidobaldo Abbatini ist nicht erhalten. Die heutige Deckenausmalung ist eine restaurierte beziehungsweise rekonstruierte Fassung.

### Die Stifterfamilie
Den Auftrag für die Familienkapelle erteilte ein Monsignore Marcello Raimond von Savona 1638, um darin seine beiden Verwandten, die Priester Monsignore Francesco Raimondi und dessen Onkel Monsignore Gerolamo Raimondi beizusetzen. Ein Wappen ist der einzige Hinweis auf die Raimondi. Es zeigt einen leopardierten Löwen (Lion rampant) auf gewürfeltem Feld. Der Löwe der Raimondi trägt die sogenannte Rangkrone eines Marchese. Der künstlerische und materielle Aufwand lässt darauf schließen, dass die Familie Raimondi sehr vermögend war. Ansonsten gibt es über die Familie zu diesem Zeitpunkt kaum Quellen.

Grundriss von San Pietro in Montorio; Nr. 9:Cappella Raimondi

## Architektur
Von außen betrachtet ist die Cappella Raimondi kein spektakulärer Bau, ihre Mauern werden nur von einem leeren Wappenschild verziert, das am oberen Rand mit einer Muschel geschmückt ist. Es ist nicht überliefert, ob das verzierte Wappen von Bernini nachträglich eingelassen wurde oder schon beim Bau der Mauern eingesetzt wurde. Die räumliche Größe von 3,50 m Tiefe, 3,80 m Höhe und 2,15 m Breite war, als Bernini den Auftrag erhielt, durch den bereits bestehenden Bau gegeben. Vom Schiff der Kirche ist die Kapelle durch eine Balustrade aus zartgrau getöntem weißen Marmor abgegrenzt. Der längsrechteckige Kapellenraum wird durch eine Apsis mit einer dreiteiligen Apsiskalotte abgeschlossen. Durch die vollständige Auskleidung des Raums mit weißem Marmor und die vielen Lichtquellen wirkt der Raum sehr hell, Farbakzente werden nur durch das ausgemalte Deckengewölbe gesetzt. Der Boden aus weißem Marmor wird durch ein griechisches Kreuz aus dunkelgrauem Marmor gegliedert, was nach der Interpretation von Irving Lavin einerseits die Untergliederung der Decke spiegelt, andererseits symbolisch auf die vier Himmelsrichtungen verweist.

### Der Altar
Zwei Treppenstufen führen zu einem flachen Podest mit der schlichten Mensa des Altars, auf dem eine aufwendig gestaltete Ädikula mit dem Altarrelief aufgesockelt ist. Bei der architektonischen Ausarbeitungen des Altars findet sich eine große Ähnlichkeit zum Hauptaltar in der Kirche Santa Bibiana, wo Bernini einen neuen Altartypus entwickelt hat: Er stellt die Figur der Titelheiligen in eine Arkadennische, die von einer antikisierenden Ädikula umrahmt wird. Die Heilige selbst wird auch dort durch eine verborgene Lichtquelle von oben herab beleuchtet.

### Das Altarrelief
Thema des Altarreliefs ist die Stigmatisation von Franz von Assisi, die in Legenden, die sich nach seinem Tod herausgebildet haben, überliefert ist.

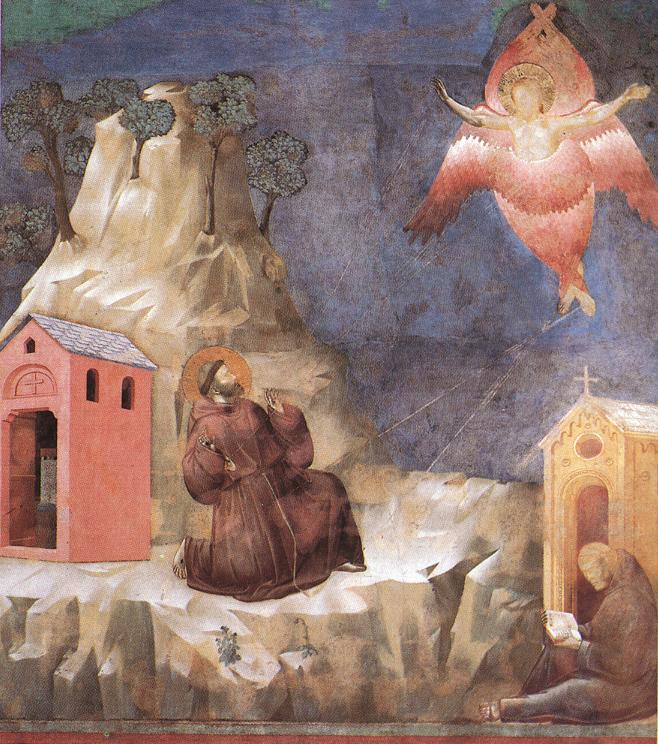
Giotto: Die Stigmatisation des hl. Franz von Assisi, Oberkirche in Assisi, vor 1337

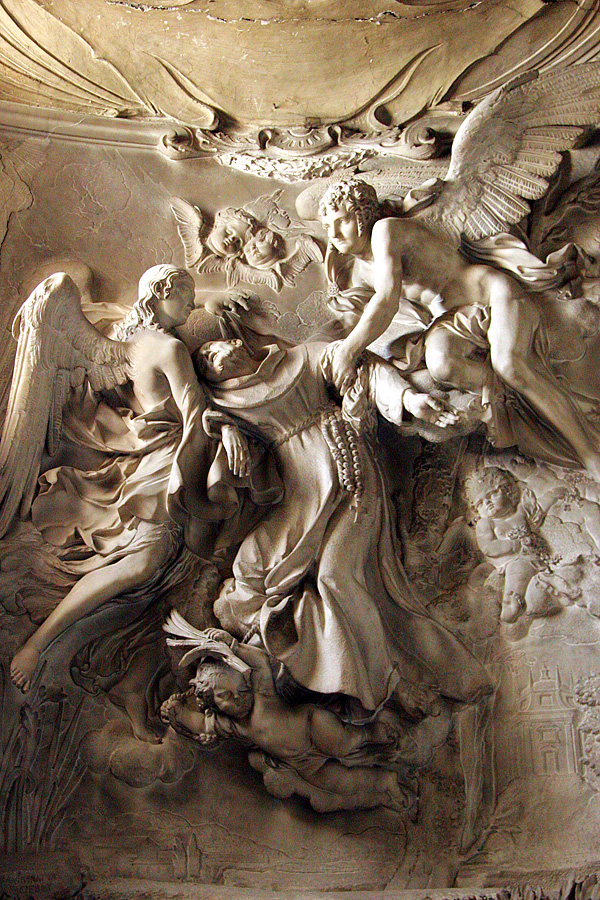
Altarrelief

Bernini weicht von der vielfach rezipierten Bildfindung des Themas durch Giotto ab, der den Heiligen demütig auf die Knie gesunken und mit weit ausgebreiteten Armen zeigt, wie er verzückt die Wundmale Christi durch einen vom Himmel gesandten Seraphen erhält. Bernini orientiert sich vielmehr an dem Bildtypus einer Engelspietà (Imago pietatis), einem seit dem 13. Jahrhundert außer in Frankreich vor allem in Italien beliebten Typus eines Andachtsbildes, wo ein oder zwei Engel den Leichnam Christi dem Betrachter präsentieren. Der Seraph als Bote wird bei Bernini durch das himmlische Licht, das sich über die Szene ergießt, ersetzt.
Die Figurengruppe wird von zwei kleinen Putten und zwei Engelsköpfen begleitet. Der Putto auf der rechten Seite des Heiligen betrachtet mit einem schmerzlichen Gesichtsausdruck das Geschehen. Der Putto zu seinen Füßen hält mit seiner linken Hand dessen Gürtel und in seiner Rechten eine Märtyrerpalme.
Das Flachrelief am unteren Bildrand zeigt das Kloster von La Verna, wo sich nach der Legende die Stigmatisation des Heiligen ereignet hat. Die Signatur von Francesco Baratta befindet sich links unten in einen Stein, der von Gräsern umwachsen ist.

### Das Licht
Die Kapelle wird durch mehrere Lichtquellen beleuchtet, die eine raffinierte und gezielte Lichtführung ermöglichen. Helles, ungefiltertes Licht fällt durch die beiden großen Öffnungen zu beiden Seiten des Altars, wodurch eine lebendige Modellierung des Reliefs durch Licht und Schatten ermöglicht wird. Ein weiteres Fenster direkt oberhalb des Altarreliefs wird durch das Gebälk der Ädikula verdeckt und setzt nur bestimmte Partien des Reliefs, wie das Gesicht des Heiligen und die Aktionen der Engel, die den erschlafften Körper des Heiligen mit festem Griff unter den Achseln packen, dramatisch in Szene. Von der Decke fällt Licht aus den vier Fenstern der auf das Dach aufgesetzten Laterne, das durch die aufgemalten goldenen Strahlen in der Apsiskalotte einen goldenen, überirdisch wirkenden Glanz erhält.
Das Licht, in Bezug auf das Altarrelief sowie den es umgebenden Raumes, kann als Verbindung von Skulptur und Kontext sowie den Betrachter verstanden werden. Das Licht kommt leicht von oben und fällt nicht direkt auf die Skulptur, was eine spirituell, heilige Aura erzeugt, welche mit der Verklärung assoziieren wird. Es entsteht wie ein eigener Raum um die Figurengruppe. Diese Wirkung erzielt Bernini durch den konkaven Hintergrund, welcher im kompositorisch bis dahin so selten verwendet wurde. Diese Komposition lässt die Ekstase von Franz von Assisi zu einem „true miracle“ werden. Bernini nutzt die natürliche Beleuchtung, um seinen Höhepunkt, der Cappella Raimondi auszuleuchten und versucht (erschwert durch den Lauf der Sonne) einen kontrollierten Lichteinfall, durch vier laterale, genau berechnete Fenster, zu erzeugen.
In der Cappella Raimondi bedient sich Bernini drei verschiedener Stilmittel des Lichtes. Er bildet einen Lichtraum, ein Raum ohne materieller Wertigkeit, welcher durch Schatten oder Dunkelheit abgegrenzt ist. Dies war möglich, da die einzige Lichtquelle zuvor, eine kleine Laterne im Hauptschiff war. Durch die jeweils einfallenden Lichtkegel der Fenster, wird das Gefühl von einem Rückzugsort und Sicherheit verstärkt, indem Intimität und Privatsphäre suggeriert werden.

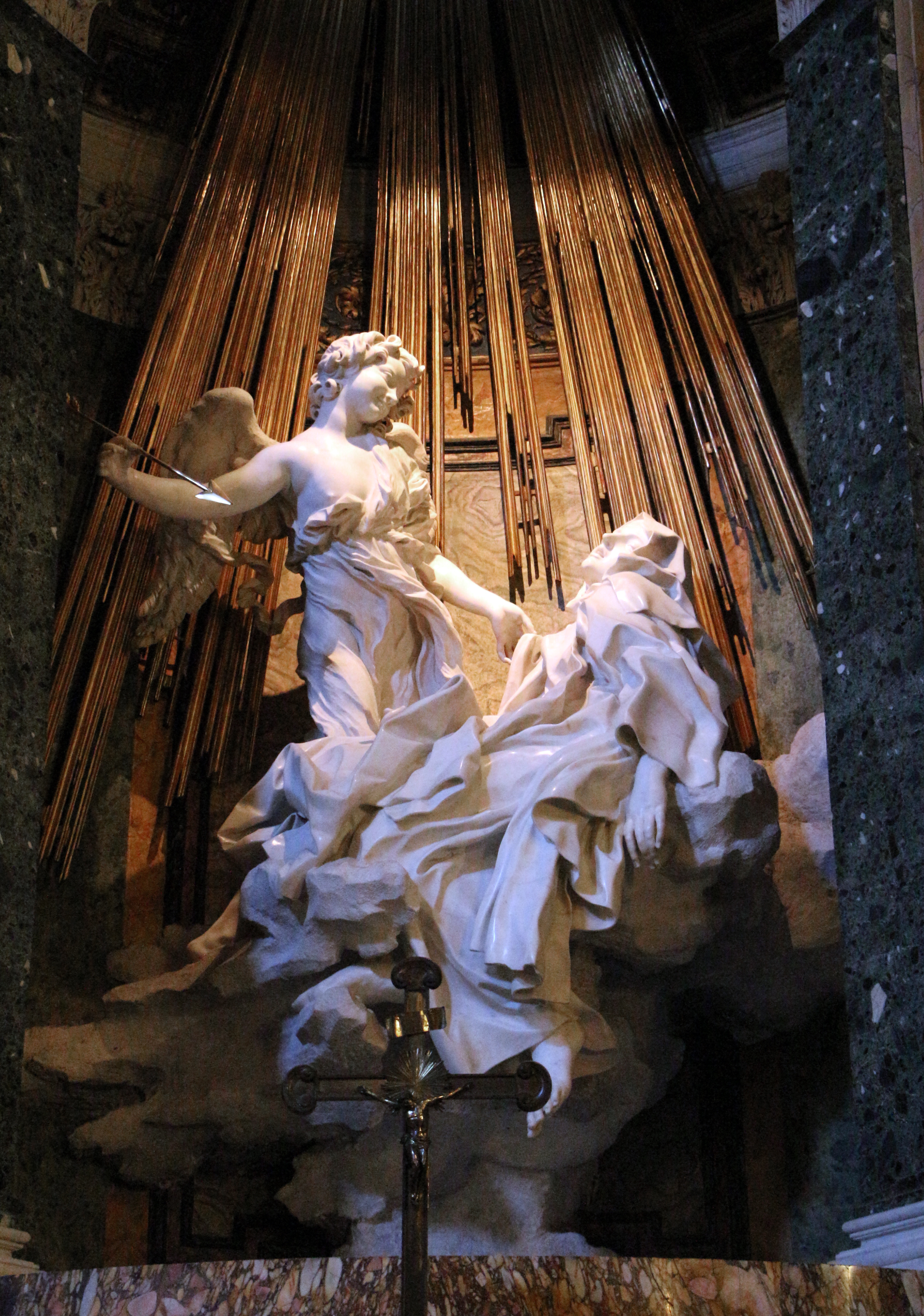
Ekstase der Hl. Teresa, Cappella Cornaro in Santa Maria della Vittoria in Rom

#### Vergleich zur Lichtführung in der Cappella Cornaro
Berninis Lichtführung in der Cappella Cornaro gilt als Höhepunkt dramatischer Lichtinszenierung in der Architektur des Barock. Wie auf einer Theaterbühne ist hier der Moment mystischer Entzückung in Szene gesetzt: Goldene Lichtstrahlen ergießen sich über die beiden Beteiligten, den Engel, der mit lächelndem Gesicht zu seinem Pfeilwurf ansetzt und auf die Brust der Heiligen abzielt, den Teresa, allem Irdischen entrückt und ihrer Sinne nicht mehr mächtig, erwartet.
In der Cappella Raimondi dagegen entspricht das Altarbild mit einem Relief aus dem Leben des Heiligen, der als Namenspatron eines Familienmitgliedes in engem Bezug zum Stifter der Kapelle steht, mit seiner Positionierung über dem Altar und der repräsentativen Rahmung, in jeder Beziehung den Konventionen, die sich im Laufe der abendländischen Kunstgeschichte für die Form des Altarbildes herausgebildet haben. Durch die seitliche Beleuchtung und ein verborgenes, über dem Altarrelief befindliches Fenster, wird zwar eine optimale Modellierung des Reliefs durch Licht- und Schatten erreicht, das Licht selbst übernimmt bereits eine bildwirksame Rolle, wie es Bernini später in der Cornaro-Kapelle perfektioniert.

### Das Gewölbe
Die Decke ist der Schlussstein, das letzte Glied des Zyklus. Die Heiligkeit ist erlangt und der Lebenskreislauf ist vollendet. Der Rezipient befindet sich nun so nah bei der heiligen Taube Gottes, wie nie zuvor. Franz von Assisi überspannt den Himmel, während man ihn von unten anhand Attribute identifiziert kann. Von der himmelwärts-Bewegung im Altarbereich, hat man diese verklärte Position erreicht. Während sich im Altarrelief Franz von Assisi (also im symbolischen Zusammenhang auch die Raimondi) mit Jesus identifizieren, so identifiziert er sich in der Ausgestaltung des Deckengewölbe mit den apokalyptischen Engeln. Beide Themen sind, wie zwei cinematographisch parallel erzählte Stränge, welche auf ein Ziel hinauslaufen: Heiligkeit, Gott und das Licht.
Die gegenwärtige Ausmalung der Cappella Raimondi ist nicht mehr das Original. Die echte Decke wurde ersetzt und nur noch die Strukturen sind nach der Rekonstruktion erhalten.
Manche Flächen sind monochrom dargestellt, andere mehrfarbig. Die monochrome Gliederung, echte und Gemalten Stuck und Rahmen, entsprechen dabei der ursprünglichen Version. Die Bildinhalte und Darstellungen wurden rekonstruiert. Zentral haben wir das Motiv des Heiligen Franz von Assisi, umgeben von drei Putten. In dieser Darstellung präsentiert er die Stigmata seiner rechten Hand, während er mit einer offenen Gestik in Richtung Himmel blickt. Zu den Seiten sind malerisch zwei weitere Rahmen hinzugefügt, welche vermutlich Szenen aus der Mythologie des Franz von Assisi darstellen. Gehalten werden sie von jeweils zwei Putten. Die übrigen Felder sind gefüllt mit Personifikationen, welche zum Teil nur halbbegleitete, Symbole mit sich führen, oben rechts ein Lamm, links ein Bündel Getreide, unten links ein Werkzeug, wie ein Hammer, nur unten rechts ist keines zu erkennen.
Der Deckenbereich des Altarraumes hat die Heilige Taube im Zentrum, ein beliebtes Thema Bernini’s (Zeichen der Heiligkeit, des Lichtes und dem Weg zu Gott). Sie ist umgeben von einem Halbkreis, von welchem goldene Sonnenstrahlen die Decke schmücken. Die Gliederung der Apsiskarlotte schneidet sauber mit der Gestaltung des Giebels ab und formt drei Lünetten. In den drei Feldern befinden sich wieder jeweils zwei Putten, welche einen Rahmen halten. Im mittleren Rahmen sieht man Franz von Assisi wie er vor seinen Jüngern steht. Im rechten Rahmen liegt ein Tier, vermutlich ein Reh, zu seinen Füßen. Links hält er ein Kreuz in seiner Hand, er befindet sich also gerade auf Mission.

## Die Grabmäler
Die Bogenpfeiler sind gleichzeitig die Kapellenwände. Sie streben im Bereich des gegliederten Bodens hinauf zur Decke und beinhalten die Grabmonumente der Raimondi. Die Architektur der Grabmäler ist dabei mit der der Kapelle verwachsen. Der Wandbereich ist aus weißem Marmor gefertigt, hat inhaltlich einen Zusammenhang, doch ist geordnet und gegliedert in Formen und Elemente. In der Vertikalgliederung findet sich zunächst ein Sockel, auf dem ein weiterer sitzt. Diese Sockel sind schmucklos. Der obere Sockel trägt ein verkröpftes Gebälk, das den ganzen Raum umschließt. Der fein skulpturierte Fries des Gebälks ist mit dornenbesetzten Rosenzweigen, aufgeblühten Rosen und mit Vögeln dekoriert.
Ionische Säulen mit Halb- und Viertelpilastern umrahmen den Abschnitt der Wand, in dem sich Sarkophage und die Büsten befinden. Sie tragen einen Fries aus Akanthusranken. Das Gesims und der Zahnschnitt umlaufen erneut die ganze Kapelle und werden nur von den über den Büsten angebrachten Wappen der Raimondi durchbrochen.
Die lebhaft bewegten Büsten selbst stehen in Nischen. Die Gestaltung der Grabesdarstellungen ist ebenso einmalig für diese Zeit. Der Standard für Gräber waren gewöhnlich römische Vorbilder oder Michelangelos Medici-Kapelle. Es findet sich jeweils eine natürliche (Büsten-)Darstellung des jeweiligen Beigesetzten über einem Sarkophag, in dem der Beigesetzte als Toter dargestellt ist. Putten begleiten den Sarg und beleben das Geschehen um den Toten, sie heben den Deckel an und schauen in den Sarkophag hinein.
Diese Darstellung von Leben und Tod stammt aus der Tradition der Etagengräber des französischen Mittelalters. Der offene Sarg ist dabei ein häufig verwendetes Symbol der Auferstehung. Diese Gegenüberstellung des toten und des lebendigen, des sterblichen und des unsterblichen Leibes bildet hier einen noch nicht dagewesenen Kontrast. Diese ungewöhnliche Auseinandersetzung, die zu Lebzeiten Berninis durchaus als Verletzung der Tradition gewertet werden konnte, erklärt er anhand zweier Reliefs auf der trapezodisch geformten Frontseite, die sich noch einmal mit dem jeweiligen Beigesetzten auseinandersetzen und die Trennung von Körper und Individuum, Materie und Geist thematisieren.

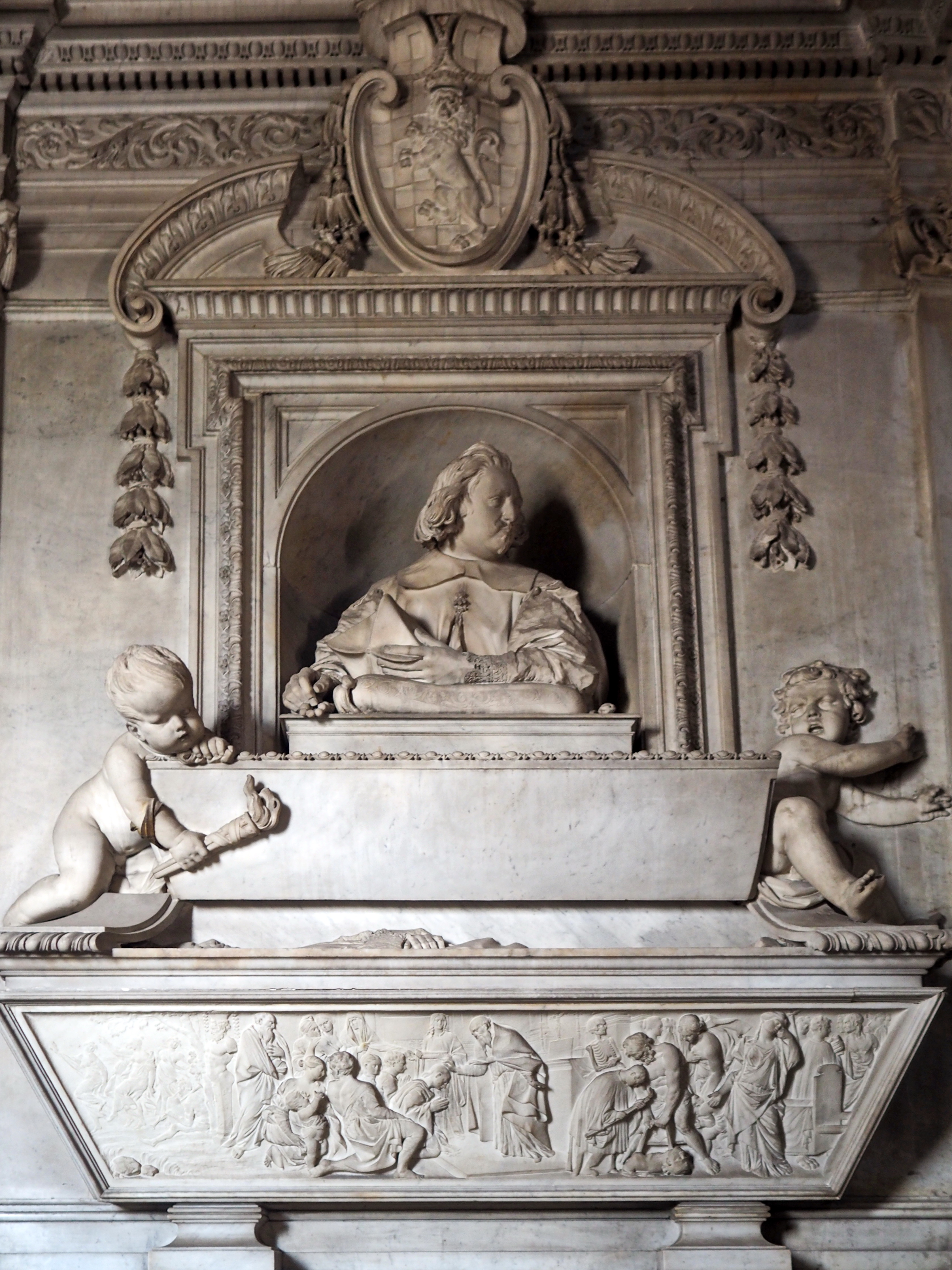
Grabmal Francesco Raimondis

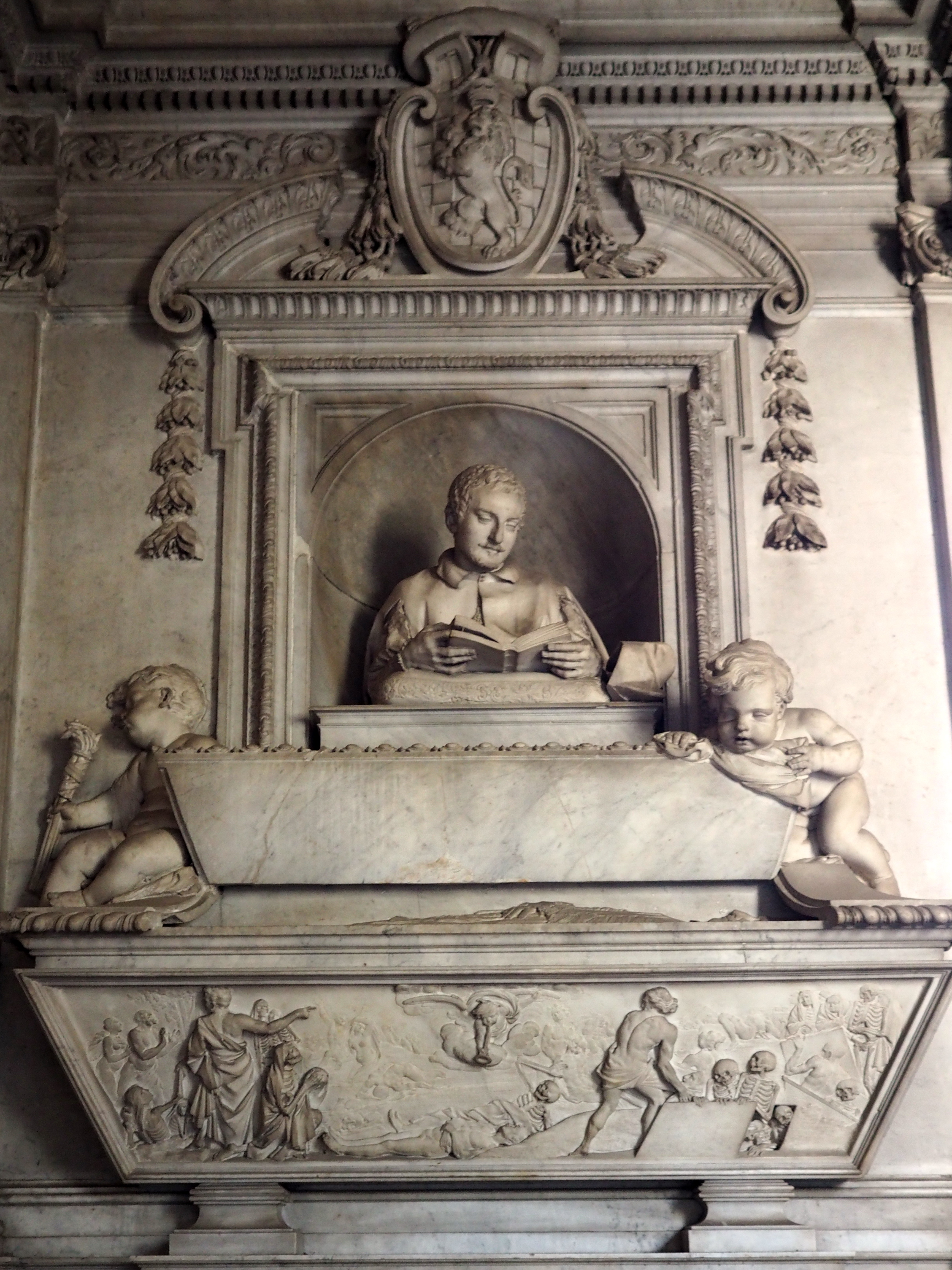
Grabmal Girolamo Raimondis

Beide Seiten spannen einen Bogen, der an der dem Altar zugewandten Seite aufgegriffen wird und einen Ehrenbogen formt. Gerolamo ist in ein Buch, die Bibel, vertieft, während Francesco in Richtung Eingang blickt und den Besucher zu empfangen scheint.

### Grabrelief Francescos
Das Relief Francescos kann man in drei Teile gliedern. Eine zentrale Gruppe von Menschen hat sich vor einem bärtigen Mann versammelt, der die Gruppe segnet. Flankiert wird diese Szene von einer Gruppe leidender Menschen und dem Tod, symbolisiert durch ein Skelett. Auf der anderen wird das Paradies dargestellt, schöne Körper lagern entspannt im Schatten eines Baumes.

### Grabrelief Gerolamos
Die Gräber beziehen sich mit ihrem Bildprogramm auf den jeweils Beigesetzten. Das Relief Gerolamos zeigt eine Gruppe von Personen auf der linken Seite, eine im rechten Drittel und verstreut im Hintergrund. Die weibliche Person trauert, während die männliche auf einen Engel weist, der in der Reliefmitte über dem Geschehen schwebt und in eine Posaune bläst, eine Anspielung auf das Jüngste Gericht, wenn die Toten aus den Gräbern heraussteigen, um vor ihren Richter zu treten. Auch auf dem Relief öffnen sich die Gräber, Skelette steigen heraus.